# Desmococcus sedentarius
Desmococcus sedentarius är en insektsart som beskrevs av Mckenzie 1942. Desmococcus sedentarius ingår i släktet Desmococcus och familjen pärlsköldlöss. Inga underarter finns listade i Catalogue of Life.